# 洛迪 (內布拉斯加州)
洛迪（英語：Lodi）是位於美國內布拉斯加州卡斯特縣的非建制地區。

## 歷史
洛迪的郵局於1882年設立，其後於1928年停運。

## 地理
洛迪所處的海拔為高於海平面808米（即2651英呎），而該地所採用的時區為UTC-6，即北美中部时区（CST）。同時該地設有夏令時間，為UTC-6調快一小時，即UTC-5（CDT）。